# Srednja vas, Ruda
Srednja vas (nemško Untermitterdorf) je naselje v Občini Ruda v Okraju Velikovec na Koroškem v Avstriji.